# Patricia Blanchette
Pour les articles homonymes, voir Blanchette.
Patricia A. Blanchette (née en 1957) est une philosophe et logicienne américaine, professeure McMahon-Hank de philosophie à l'Université de Notre-Dame-du-Lac. Elle s'intéresse particulièrement à l'histoire de la  philosophie, l'histoire de la logique, la philosophie de la logique, la philosophie des mathématiques, et la philosophie des sciences, et elle est l'auteure d'un ouvrage sur la logique de Gottlob Frege.

## Formation et carrière
Blanchette se spécialise en philosophie à l'université de Californie à San Diego et termine son doctorat en philosophie à l'université Stanford. Sa thèse de 1990, Logicism Reconsidered, est supervisée par John Etchemendy. 
Elle devient professeure adjointe à l'université Yale en 1990 et déménage à l'université de Notre Dame en 1993. Elle y est professeure titulaire depuis 2012. De 2017 à 2020, elle occupe la chaire collégiale honorifique de la famille Glynn et, en 2020, elle reçoit la chaire de philosophie McMahon-Hank. 
Elle est rédactrice en chef de Notre Dame Journal of Formal Logic, Philosophia Mathematica et HOPOS. 

## Prix et distinctions
En 2022 elle est Gödel Lecturer avec une conférence intitulée Formalism in Logic.

## Livre
Blanchette est l'auteure de Frege's Conception of Logic (Oxford University Press, 2012), sur la logique de Gottlob Frege . Un numéro spécial du Journal for the History of Analytic Philosophy a été consacré en tant que symposium à ce livre. 

### Autres publications
- Frege and Hilbert on Consistency, Journal of Philosophy, vol 93, 1996, pp. 317–336 (Nachdruck in E. Reck, M. Beaney (éd.), Gottlob Frege: Critical Assessments of Leading Philosophers, vol 2, Routledge 2005)
- Models and Modality, Synthese, vol 124,  2000, pp. 45–72
- Logical Consequence, in: Blackwell Guide to Philosophical Logic, 2001, pp. 115–135
- The Frege-Hilbert Controversy, 2007, 2018, Stanford Encyclopedia of Philosophy
- Frege, in M. Forster,K. Gjesdal (éd.), Oxford Handbook of German Philosophy in the Nineteenth Century, Oxford UP 2015, pp. 207–227
- Models and Independence circa 1900, in: Logica Yearbook 2015, Springer 2016
- Models in Geometry and Logic: 1870–1920,  in: Niiniluoto u. a. (éd.), Logic, Methodology, and Philosophy of Science – Proceedings of the 15th International Congress, 2017
- Axioms in Frege, in: Marcus Rossberg, Philip Ebert (éd.),Essays on Frege's Basic Laws and Arithmetic, Oxford UP 2019.